# Automolis septentrionalis
Automolis septentrionalis là một loài bướm đêm thuộc phân họ Arctiinae, họ Erebidae.